# Humanum Genus
Encyklika Humanum Genus (česky Pokolení lidské) je encyklika papeže Lva XIII. vydaná dne 20. dubna 1884. Papež v této encyklice odsoudil naturalismus, resp. svobodné zednářství a podobné sekty, které vedou k herezi gnosticismu a deismu.